# St. Severin (Passau-Innstadt)

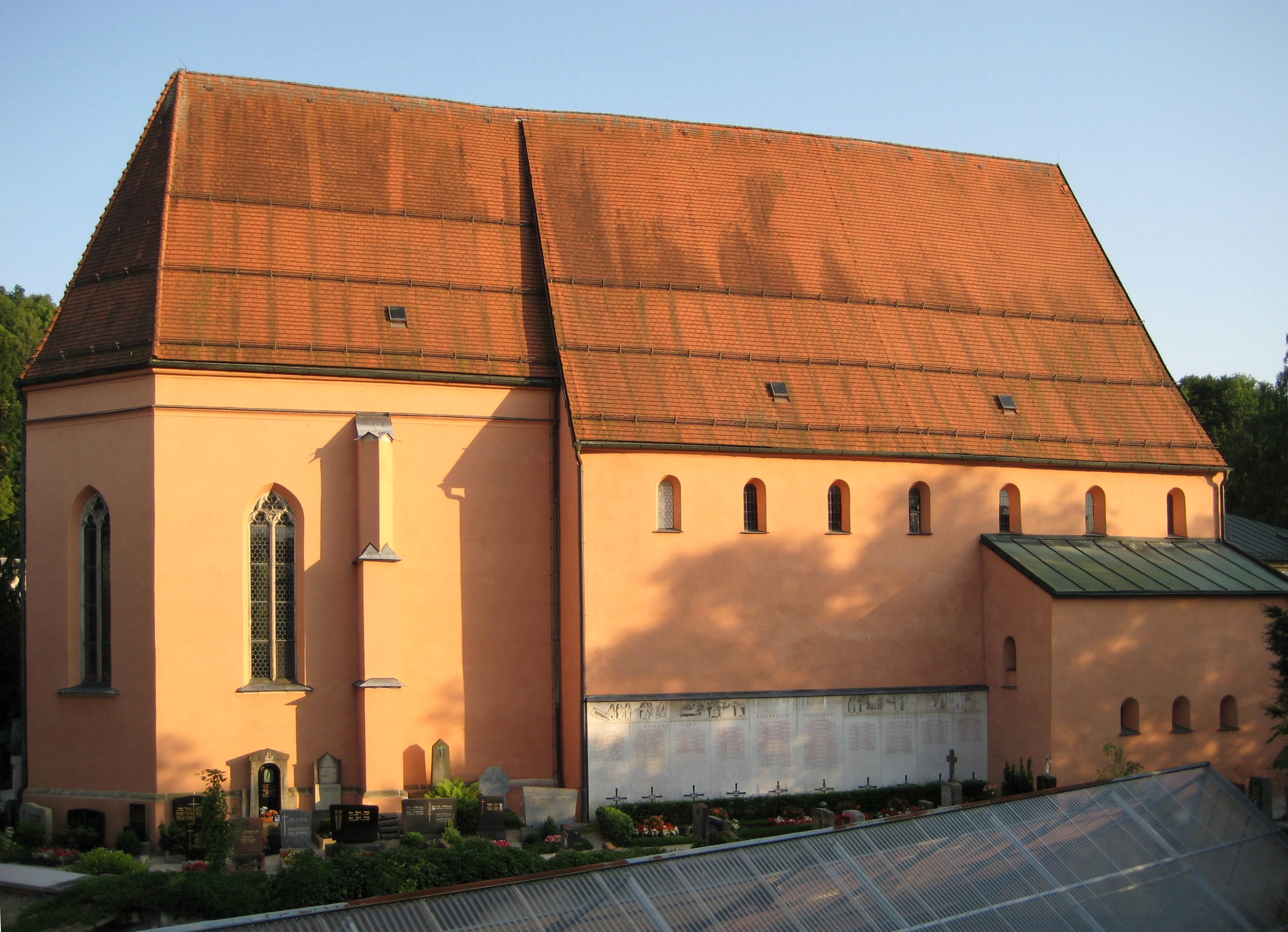
Die Friedhofskirche St. Severin

Die Kirche St. Severin im Passauer Stadtteil Innstadt liegt umgeben vom Friedhof der Innstadt nahe dem Inn. Sie ist heute eine Filialkirche der römisch-katholischen Pfarrei Passau-Innstadt mit der Pfarrkirche St. Gertraud.

## Geschichte

### Gründung und Entwicklung im Mittelalter

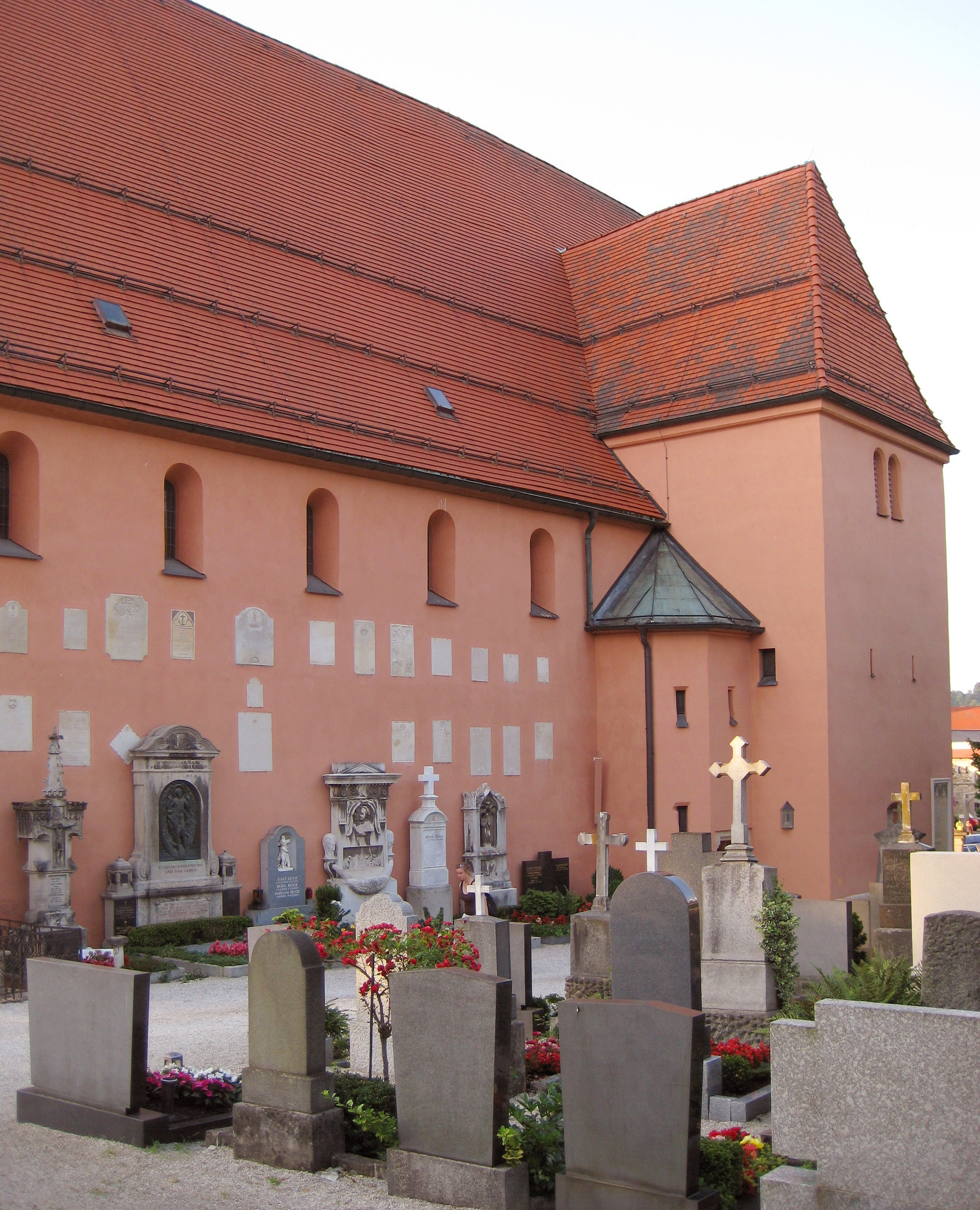
Südseite der Kirche St. Severin

Die Kirche geht auf einen vorromanischen Vorgängerbau zurück, den vielleicht der heilige Severin selbst mit Kloster dort errichten ließ. Reste der Fundamente einer älteren Kirche wurden bei Ausgrabungen 1976 gefunden. Wahrscheinlich war sie mit dem Patrozinium Johannes der Täufer versehen.
In der Herrschaftszeit der Ottonen wurde ein größeres Gotteshaus errichtet, dessen Mauerwerk sich in Teilen bis heute erhalten hat. Damit ist die Severinskirche die älteste im Mauerwerk erhaltene Kirche Passaus.
Zur Zeit der frühen Kirchenorganisation im Mittelalter wurden aus dem Sprengel der Pfarre St. Severin die Pfarren St. Weihflorian und Münzkirchen gelöst und verselbständigt, Schardenberg und Wernstein blieben jedoch weiterhin der Innstadtpfarre unterstellt.
Um das Jahr 1145 wurde die Innbrücke errichtet und bei der Innstadt das damit verbundene St. Ägidien-Spital angelegt. Zur Finanzierung von Innbrücke, Spital und Spitalskirche wurden St. Ägidien die Einnahmen der Pfarreien St. Severin und Münzkirchen zugesprochen, 1182 wurde die Pfarrei St. Severin mit dem für die Verwaltung der Innbrücke zuständigen „Innbruckamt“ formell dem St. Ägidien-Spital inkorporiert. Das „Innbruckamt“ verwaltete seither auch die dem Spital inkorporierten Pfarreien, die vom jeweiligen „Bruckpfarrer“ zu vergeben waren. Zu diesen zählten neben St. Severin mit Schardenberg und Wernstein auch die Pfarren St. Weihflorian, Kellberg, Hauzenberg, Kopfing, Münzkirchen und Tettenweis.
Bald nach der Inkorporation von St. Severin wurde der Sitz dieser Pfarrei in die Spitalskirche St. Ägidien/St. Gilgen verlegt. Kirche und Pfarrei St. Severin führten daher von 1182 bis 1653 ebenfalls den Namen St. Ägidien/St. Gilgen. Mit der Pfarrstelle zu St. Ägidien/St. Gilgen war das Amt des „Innbruck- und Siechenmeisters“ verbunden. Konrad II. verordnete um 1250, dass die Administration des Spitals und des „Innbruckamtes“ fortan einem Domherrn des Domkapitels Passau als Pfründe übertragen werden sollte.
In spätromanischer Zeit wurde das Langhaus von St. Severin noch einmal verbreitert. Der spätgotische Chor und der Turm kamen 1476 hinzu.

### Verlegung des Pfarrsitzes 1787
Im Jahr 1787 wurde der Sitz der Innstadtpfarrei von St. Severin nach St. Gertraud verlegt, seit 1968 ist St. Gertraud auch offiziell Pfarrkirche. Die Pfarrei Passau-Innstadt behielt jedoch weiterhin das Patronat St. Severin.

### Heutige Nutzung
Heute dient die Filialkirche St. Severin als Friedhofskirche der Pfarrei Passau-Innstadt. Zudem fanden hier die Studentengottesdienste der Katholischen Hochschulgemeinde statt. Der Friedhof um die Kirche ist einer der ältesten im deutschen Kulturraum.

## Ausstattung

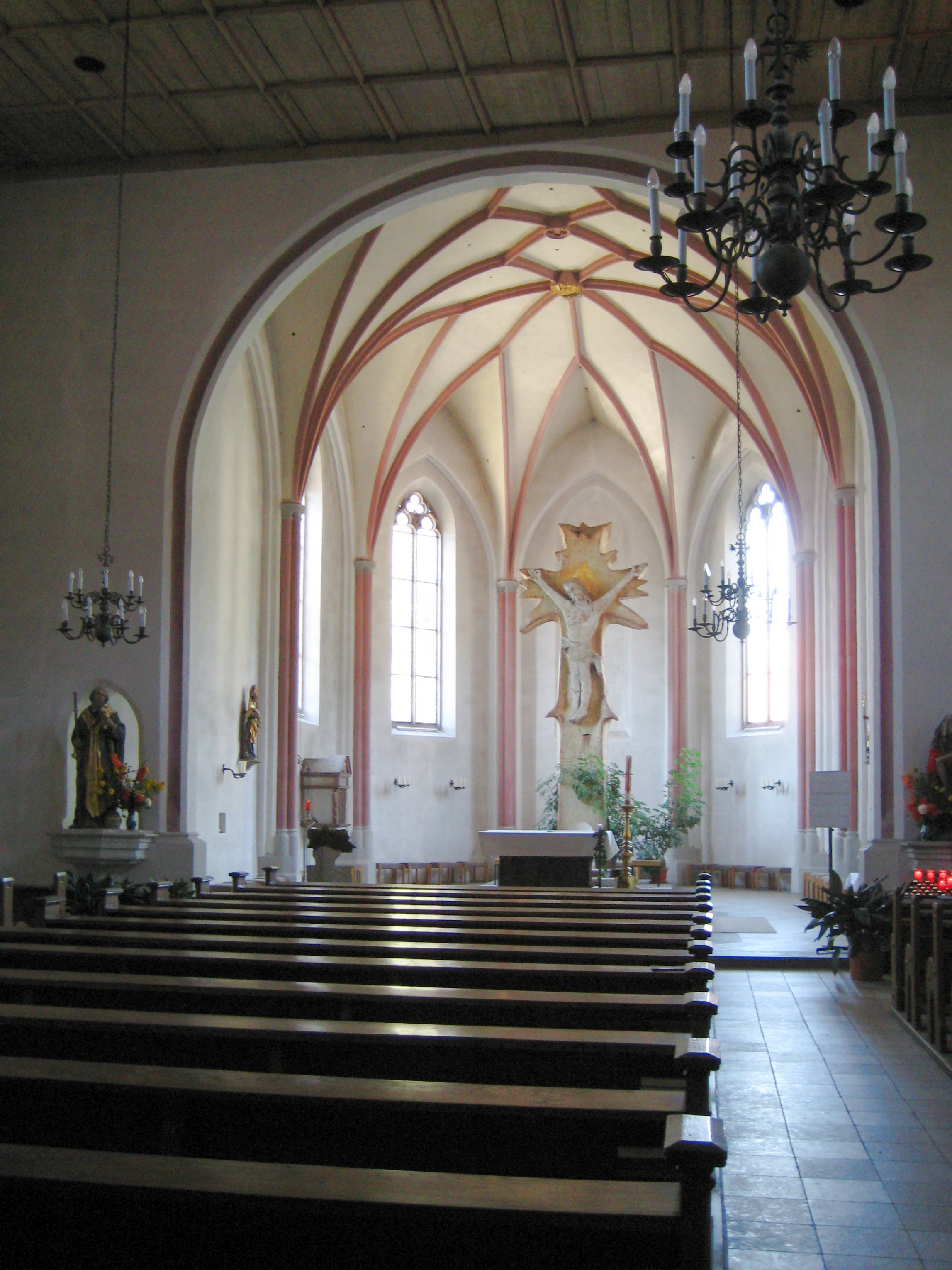
Innenraum von St. Severin

### Monumente
Unter der Empore steht der heute als Weihwasserbecken genutzte römische Grabaltar des Faustinianus (ediert als CIL 3, 05691/UEL 4480), der im 2. Jahrhundert nach Christus als Weihestein für einen Angehörigen der nahen Zollstation errichtet wurde (vgl. dazu den aus dem 3. Jahrhundert stammenden Jupiteraltar aus Wernstein).
In der und um die Kirche herum finden sich alte Grabsteine des 13. bis 19. Jahrhunderts.

### Orgel
Die Orgel wurde 1960 als Opus 60 durch Ludwig Eisenbarth mit mechanischer Traktur errichtet.
| I Oberwerk C– |       |
| Quintade      | 8′    |
| Nachthorn     | 4′    |
| Prinzipal     | 2′    |
| Sifflöte      | 1 ⁄3′ |
| Cimbel III    | 1 ⁄2′ |

| II Hauptwerk C– |       |
| Harfpfeife      | 8′    |
| Gedackt         | 8′    |
| Prinzipal       | 4′    |
| Waldflöte       | 2′    |
| Mixtur III      | 1 ⁄3′ |

| Pedal C–  |     |
| Subbass   | 16′ |
| Pommer    | 4′  |
| Praestant | 8′  |

Koppeln: I/II, I/P, II/P